# Georgia Scorcher
Georgia Scorcher sont des montagnes russes en position verticale du parc Six Flags Over Georgia, situé à Austell près d'Atlanta en Géorgie, aux États-Unis.

## Statistiques
- Trains : 8 wagons par trains. Les passagers sont placés par 4 sur un seul rang pour un total de 32 passagers par train.